# Perusia subustimaculata
Perusia subustimaculata là một loài bướm đêm trong họ Geometridae.